# (37640) Luiginegrelli
1993 WF (asteroide 37640) é um asteroide da cintura principal. Possui uma excentricidade de 0.09440050 e uma inclinação de 5.50947º.
Este asteroide foi descoberto no dia 20 de novembro de 1993 por Vincenzo Silvano Casulli em Colleverde.